# Cyphanthera scabrella
Cyphanthera scabrella là loài thực vật có hoa trong họ Cà. Loài này được Miers mô tả khoa học đầu tiên năm 1853.